# Bonney Lake
Bonney Lake é uma cidade localizada no estado norte-americano de Washington, no Condado de Pierce.

## Demografia
Segundo o censo norte-americano de 2000, a sua população era de 9687 habitantes. 
Em 2006, foi estimada uma população de 15.099, um aumento de 5412 (55.9%).

## Geografia
De acordo com o United States Census Bureau tem uma área de 
14,3 km², dos quais 14,1 km² cobertos por terra e 0,2 km² cobertos por água.

## Localidades na vizinhança
O diagrama seguinte representa as localidades num raio de 12 km ao redor de Bonney Lake. 